# Дуки (посёлок, Хабаровский край)
Дуки — посёлок сельского типа в Солнечном районе Хабаровского края. Административный центр Дукинского сельского поселения. Расположен в 188 километрах от районного центра — посёлка Солнечный, в излучине реки Дуки, притока Амгуни. Население по данным 2011 года — 1723 человека.

## История
Известно, что здесь находилось древнее стойбище Дуки. Посёлок возник в связи с проектированием и строительством Байкало-Амурской магистрали Уруша — Тында — Пермское (Комсомольск-на-Амуре), предпринятыми в 1930-е годы. С 1930 по 1952 годы здесь были расположены лагеря заключенных Амурлага как советских, строящих БАМ, так и японских солдат, воевавших с Китаем, интернированных и направленных в лагеря. Известность посёлку принесли события сентября 1938 года — беспосадочный перелет женского экипажа в составе лётчиц В. С. Гризодубовой, П. Д. Осипенко, М. М. Расковой на самолёте «Родина» по маршруту Москва — Дальний Восток. Потерявшийся самолёт был обнаружен в районе метеостанции Дуки. К 1939 году, когда основные проектные работы были завершены, вдоль трассы возведены рабочие городки. В районе поселка Дуки находились секретные части и лагеря для военнопленных.
Первоначально посёлок Дуки относился к Ниланскому сельскому Совету района им. Полины Осипенко Нижнеамурской области. Дукинский сельский Совет образован Указом Президиума Верховного Совета РСФСР 14 декабря 1949 года. В 1955 году в поселке проживало около 200 человек, был создан лесозаготовительный пункт Комсомольского (с 1964 года — Горинского) леспромхоза. В 1966 году, когда решением Хабаровского крайисполкома Дукинский сельский Совет был передан в Комсомольский район, число жителей увеличилось до 2000 человек. В посёлке к этому времени была средняя школа на 488 учащихся с интернатом для детей народов Севера и работников линейных пунктов связи на 47 человек, участковая больница на 25 коек, библиотека, клуб, почтовое отделение связи, мастерская бытового обслуживания, столовая, магазины, детский сад, железнодорожный разъезд, метеостанция. В октябре 1976 года во время лесных пожаров возникший ураган, засыпавший посёлок горячим пеплом, уничтожил большое количество деревянных домов и построек. Сгорели клуб, библиотека, школьные здания и интернат, производственные мощности леспромхоза, жилые дома. Потребовалось более года, чтобы отстроить посёлок заново. С участием Амгуньского ЛПХ, Комсомольского СМУ и шефствующих предприятий г. Комсомольска-на-Амуре за короткий срок было сдано 350 квартир, ряд культурно-бытовых и производственных объектов.

## Население
| 1926 | 1992  | 2002  | 2010  | 2011  | 2012  | 2021  |
| ---- | ----- | ----- | ----- | ----- | ----- | ----- |
| 15   | ↗2300 | ↘1846 | ↘1727 | ↘1723 | ↘1679 | ↘1201 |

## Экономика
Работает ООО «Дуки». Есть врачебная амбулатория, средняя общеобразовательная школа, детский сад, Центр досуга, филиал школы искусств, библиотека.